# Athena (empresa)
Athena é uma publicadora e desenvolvedora de jogos eletrônicos.

## Lista de jogos
Segue a lista de jogos lançados pela empresa Athena.
| Publicados                                       | Publicados | Publicados     |
| Título do jogo                                   | Data       | Plataforma     |
| ------------------------------------------------ | ---------- | -------------- |
| Yakouchuu GB                                     |            | Game Boy Color |
| Mahjong DX II                                    |            | GameCube       |
| Dezaemon 3D                                      | 1998       | Nintendo 64    |
| Pro Mahjong Kiwame                               |            | Nintendo 64    |
| Yakouchuu 2: Satsujin Kouru                      | 1999       | Nintendo 64    |
| Waku Waku Volleyball                             |            | PlayStation    |
| Pro Mahjong Kiwame Next                          |            | PlayStation 2  |
| Gambler Densetsu Tetsuya DIGEST                  |            | PlayStation 2  |
| Pro-Mahjong Kiwame Final [Título pré-lançamento] |            | PlayStation 3  |
| Dezaemon 2                                       |            | Sega Saturn    |
| Dezaemon                                         |            | Super NES      |
| Super Bowling                                    | 1992       | Super NES      |
| Yakouchuu                                        |            | Super NES      |
| Virtual Bowling                                  | 1995       | Virtual Boy    |
| Pro Mahjong Kiwame                               |            | WonderSwan     |
| Desenvolvidos                                    |            |                |
| Título do jogo                                   | Data       | Plataforma     |
| Pocket Bowling                                   |            | Game Boy Color |
| Yakouchuu GB                                     |            | Game Boy Color |
| Mahjong DX II                                    |            | GameCube       |
| Dezaemon 3D                                      | 1998       | Nintendo 64    |
| Dezaemon DD                                      |            | Nintendo 64    |
| Pro Mahjong Kiwame                               |            | Nintendo 64    |
| Super Bowling                                    | 1999       | Nintendo 64    |
| Yakouchuu 2: Satsujin Kouru                      | 1999       | Nintendo 64    |
| The Quiz Bangumi                                 |            | PlayStation    |
| Pro Mahjong Kiwame Next                          |            | PlayStation 2  |
| Gambler Densetsu Tetsuya DIGEST                  |            | PlayStation 2  |
| Pro-Mahjong Kiwame Final [Título pré-lançamento] |            | PlayStation 3  |
| Dezaemon 2                                       |            | Saturn         |
| Professional Mahjong Kiwame D (プロ麻雀 極Ｄ)    |            | Dreamcast      |
| Biometal                                         |            | Super NES      |
| Dezaemon                                         |            | Super NES      |
| Strike Gunner S.T.G                              | 1992       | Super NES      |
| Super Bowling                                    | 1992       | Super NES      |
| Pro Mahjong Kiwame                               |            | WonderSwan     |